# Halloween
A halloween ősi kelta hagyományokból kialakult autentikus ír ünnep október 31. éjszakáján (a Mindenszentek katolikus ünnep előtti estén), melyet elsősorban az angolszász országokban tartanak. Az ünnep 1840 körül került Észak-Amerikába, amikor sok elszegényedett ír földműves vándorolt ki Írországból, akik magukkal vitték az ősi kelta eredetű népszokásaikat és hitvilágukat is. A történelem során több hasonló római kori ünnep is elvegyült a kelta halálkultusz samhain nevű ünnepével, ezért mai állapotában ez az autentikusnak ismert pogány ünnep az ókori mediterráneumból származó elemeket is tartalmaz, amelyek kiegészültek az ír nép szokásaival és az észak-amerikai, nyugat-európai vidám ünnepi és gasztronómiai bolondozással, töklámpás faragással, jelmezes kéregetéssel, beöltözős partikkal, almahalászattal is.
A kelták hite szerint október 31-én este a holtak szellemei visszatérnek, és mivel beköltözhetnek az élőkbe, az élők félelmükben különféle álcázó maskarákat öltöttek, mert ezzel akarták becsapni és összezavarni a holtak szellemeit. Stefan Moser, a salzburgi kelta múzeum igazgatója szerint „az a tény, hogy a halloween kelta eredetű szokás, olyan mítosz, amely a Halloween elterjedésével kezdődött, és azóta nem távolították el, azonban nincs komoly kapcsolat a két dolog között.” Amerikában az 1900-as évek elejétől vált egyre népszerűbbé, majd a legkedveltebbé halloween ünnepe, az ünnepi fesztiválokon szörnyek, boszorkányok, földönkívüliek, kalózok, rajzfilmek és mesék szereplői, állatok és hírességek maszkjait viselő jelmezesek jelennek meg.
A halloweenhez kapcsolódó szokások eljutottak Magyarországra is, a bulizós és játékos hangulatú harsány szokásokkal és a vicsorító vagy vigyorgó, de rendszerint világító töklámpás szimbólumával, amely jellegzetes kellékként az ír népszokás faragott karórépájából az évszázadokig tartó változások során a mai napig megmaradt. Habár a hertfordshire-i Egyetem professzora, Owen Davies szerint tudományosan bizonyítható, hogy az emberiség már legalább négyezer éve rögeszmésen fél a boszorkányoktól, a mai halloween fesztivál legnépszerűbb elemei mégiscsak a boszorkányok, a kísértetek, fekete macskák, mitikus természetfeletti lények, tündérek, koboldok és egyéb rémségek seregei. Maga az ünnep nem ezeknek a negatív entitásoknak a dicsőítéséről és imádatáról szól, mert ezek a halloween fő gyökerét képező samhain ünnep ősi kelta hiedelemvilágából extrém kellékként maradtak meg, kiegészülve egyébként későbbi római és keresztény elemekkel is.
Az évnek ebben az időszakában (halottak hete) több más ünnep is van.
- Október 31. a kelta, római és sajátos ír-keresztény gyökerekkel rendelkező halloween. Ugyanezen a napon van samhain is, amikor a kelta-óév véget ér, és a kelta újév elkezdődik. A neopogányok a samhain szertartásait részesítik előnyben.[24]
- A katolikus mindenszentek (Festum Omnium Sanctorum) az üdvözült lelkek emléknapja november 1-én.
- A mindszentet követő halottak napja (Commemoratio omnium Fidelium Defunctorum) katolikus ünnep az elhunyt, de az üdvösséget még el nem nyert, a tisztítótűzben lévő hívekért november 2-án.[25]

Az egymást követő halloween, mindenszentek és halottak napja ünnepek a hozzájuk kapcsolódó kulturális és vallási különbségek, népszokások közötti összefüggések és keveredések miatt gyakran keltenek kulturális feszültséget a közvéleményben.
Egy magyarázat szerint a jószívű ír katolikus földműves parasztok a pokolban tengődő lelkekre is gondoltak, így vált szokássá, hogy edényeket, lábasokat döngettek, ütögettek október 31-én, így tudatva az elátkozott lelkekkel, hogy nem lettek elfeledve. Így történt, hogy Írországban minden halottról megemlékeztek a három egymást követő napon.
Az amerikai ír telepesek az ősszel aratott tököt nem csak halloween ünnepi kellékeként használták, hanem levágták a tök tetejét, eltávolították belőle a magokat, majd tejet, fűszereket és mézet öntöttek bele, amit forró hamun sütöttek meg, ma ezt tartják a hálaadás napján készített tradicionális tökpite eredetének.

## Etimológia
A halloween elnevezés a nyugati germán óangol nyelv, a mai angol őséből származik. A »szent« jelentésű hālig melléknévből, illetve ennek a főnévi megfelelőjéből a hallow »szent, szent ember« jelentésű szóból. Az All-Hallows-Eve kifejezésből, ahol az utolsó szó az evening (»este«) szó régies változata. Az egész kifejezés a mindenszentek keresztény ünnep előtti éjszakát jelölte. A kifejezés 1556-ból maradt fenn először, és ennek terjedt el később a skót változata, a Hallowe’en, ugyanis a skót nyelvben az „eve” megfelelője az „even”, s ez rövidült „e'en”, illetve „een” alakká.

## Története

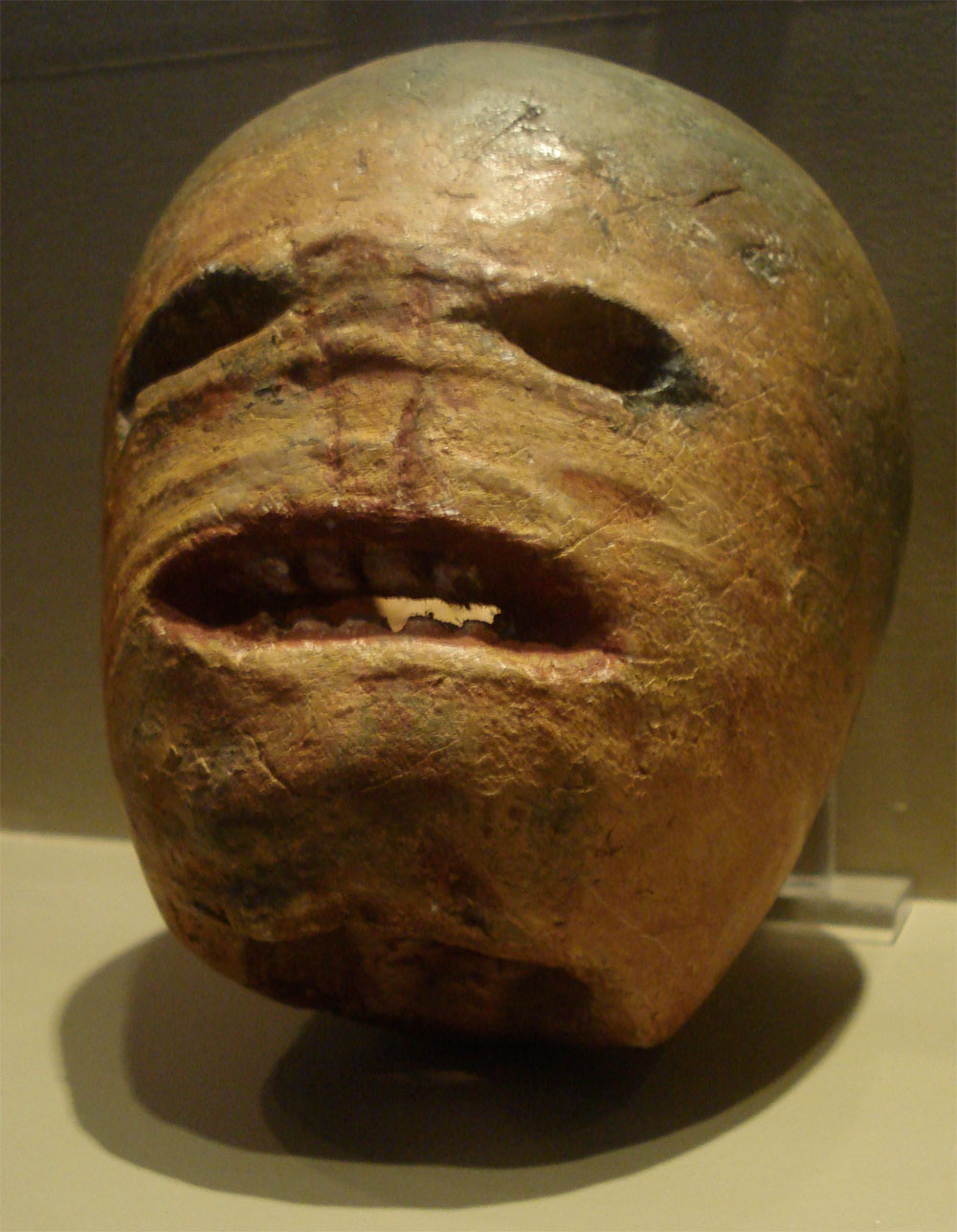
Tradicionális ír Jack O’Lantern, a halálra vigyorgó halloween lámpás a karórépa (angolul: "Rutabaga" vagy Swedish turnip, latinul: Brassica napus) nevű növény gumójából

A halloween eredete a római időkre nyúlik vissza, amikor a rómaiak elfoglalták a Brit-sziget jelentős részét. A halloween ünnepben idővel összemosódott a római Pomona, a gyümölcsfák és kertek istennőjének ünnepe; a Parentalia, a holtak tiszteletének szánt nap; a Lemuralia ünnep, ami a római vallásban olyan ünnep volt, amelynek során az ókori rómaiak ördögűzési rítusokat hajtottak végre, hogy kiűzzék a halottak rosszakaratú és félelmetes szellemeit a házaikból; valamint a pogány kelta samhain ünnep, amit október 31-én tartottak, és amit ők az óév utolsó napjának is tekintettek. A druidák hite szerint a szellemek, azok közül is inkább a gonoszak, ilyenkor látogattak fel az élő emberekhez az alvilágból, illetve az esztendőben elhunytak lelkei ezen az éjszakán lépnek át a túlvilágba. Szintén idetartozik még az úgynevezett tündérdombok megnyílása, melynek során mítikus teremtmények özönlik el az emberek világát, melyek közül nem mindenki épp jóindulatú. 
A római hódítások során Gallia integrálódott a Római Birodalomba, így a kelta kultúra ünnepeinek elemei kezdtek a római ünnepek hagyományaival összemosódni. A pogány kelta hagyományok közt szerepelt az őszi samhain ünnep, amit a kelta napisten tiszteletére rendeztek. Ekkor a mai Nagy-Britannia, Írország és Észak-Franciaország területén élő kelták megünnepelték a kelta újévet, amely október 31. éjszakájára esett, és megköszönték a napistennek, hogy a földet és a termést gazdaggá tette.

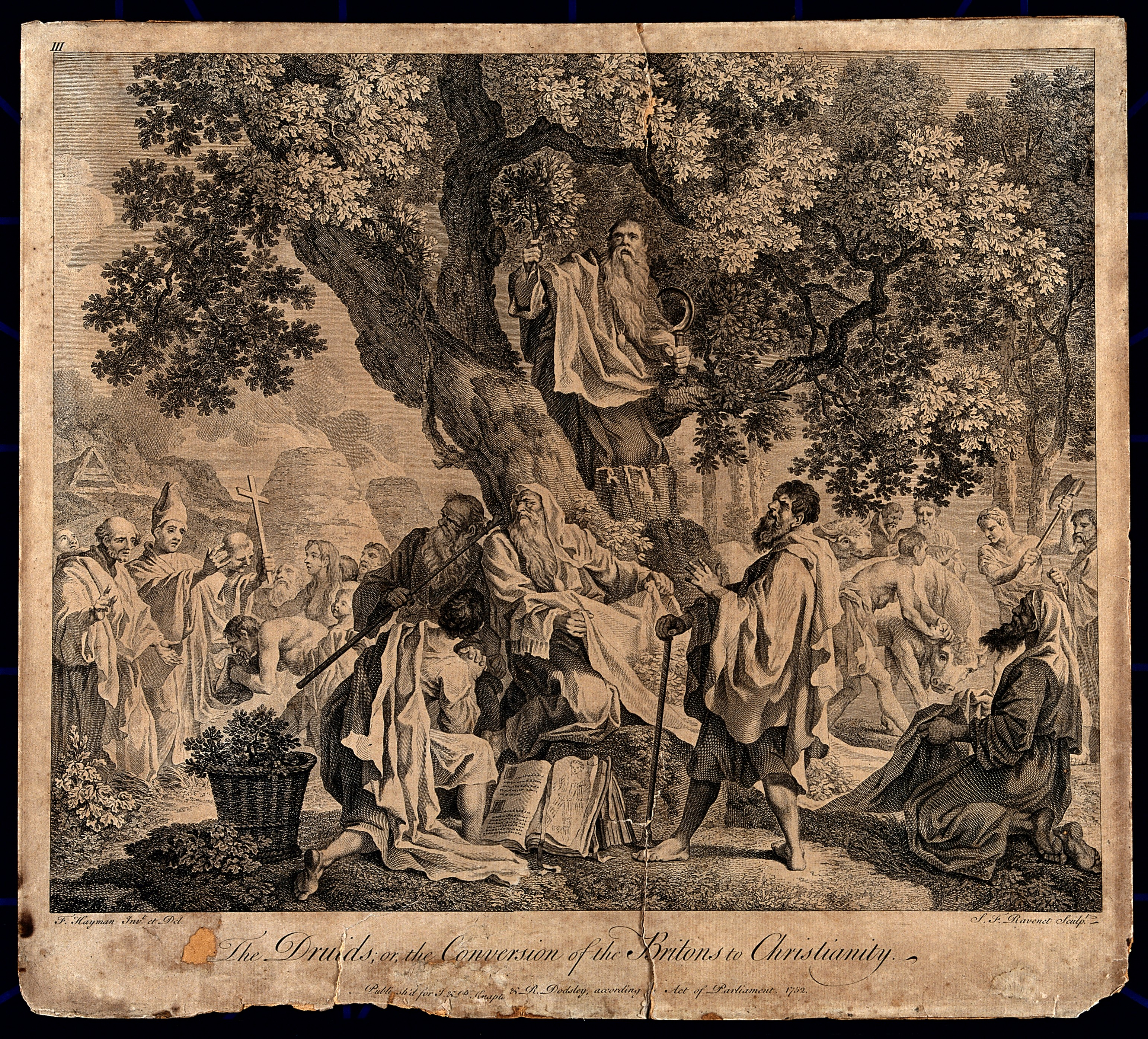
Kelta druida főpap szent tölgyfaággal. Hitük szerint Samhain ünnepén az élők és a holtak világa közti korlát megszűntét tisztelték, az őszi napéjegyenlőség és a leghosszabb téli nap között

Úgy hitték, hogy ezen az éjszakán az elmúlt évben meghaltak lelkei összezavarhatják az élők életét, mivel a lelkek ezen az éjjelen vándorolnak a holtak birodalmába. Az emberek a szellemeknek ételt és állatot áldoztak, hogy megkönnyítsék vándorlásukat. A kereszténység elterjedésével később halloweennek nevezett pogány kelta ünnep napjának éjszakája jelentette a téli sötétség kezdetét, ez volt a kelta újév. Október 31-e, a samhain napja összehívta a szellemeket, akik különböző formákban jelentek meg gonosz lelkek, rosszindulatú állatok figuráit öltötték magukra. A kelta papok egy hegytetőn, a szent tölgy alatt gyülekeztek, tüzet gyújtottak és termény- és állatáldozatokat mutattak be, majd a tűz körül táncoltak. Reggel minden családnak adtak ebből a parázsból, hogy új tüzeket gyújthassanak velük, melyek elűzik a gonosz szellemeket és melegen tartják az otthonokat.
Az emberek állatbőröket vettek magukra és háromnapos ünnepet tartottak. Ez volt az ősi ünnep, melynek pogány szokásai keveredtek aztán más ünnepekkel. Amikor a rómaiak elfoglalták a kelta területeket, ők is megtartották a saját szokásaikat. Bár időpontjában eltért, de több hasonló római ünnep is elvegyült a kelta halálkultusz ünnepével, úgyhogy mai állapotában ez az autentikusnak ismert pogány ünnep mediterrán elemeket is tartalmaz. A római Feralia a tavasz egyik legnagyobb ünnepségsorozata, a holtak emléknapja (innen a holtakról való emlékezés rituáléja), melyet az akkori naptár szerint február 13. és 21. között tartottak. A Feralia ünnepét követte február 22-én a Caristia, ami az ókori Róma egyik vidám ünnepe volt, amikor a birodalom lakói megkülönböztetett figyelmet fordítottak családtagjaikra és vidámsággal oldották föl a Feralia komorságát. A családfő áldozatot mutatott be Lares-nek, az otthont oltalmazó, a családokat védő istenségnek, s rajta keresztül az ősök szellemének is, hálája jeléül, amiért egész évben óvták őket, és részük lehetett az aznapi ünnepi ételekben. A másik hasonló római ünnep pedig a Pomona-nap volt: Pomonának, a gyümölcstermésért felelős isteni szellemnek, a gyümölcsfák és kertek istennőjének, numennek az ünnepnapja, ami november 1-jére esett.

## A halloween ünnep különböző megközelítése

### A halloween-kultusz keresztény szemlélete

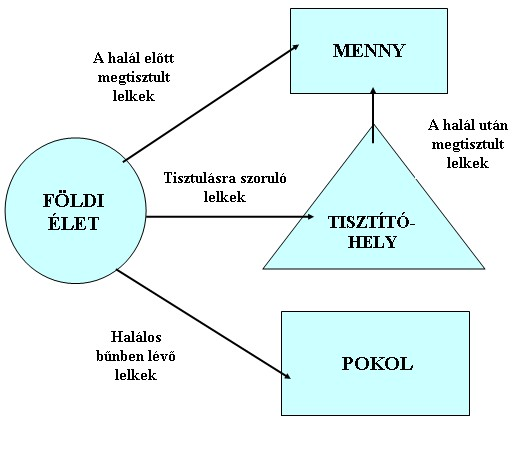
A lelkek halál utáni állapota katolikus szempontból

Halloween okkult gyökerűnek tartott, elvilágiasodott kultuszával kapcsolatban a keresztény közvéleményben általában a kritika fogalmazódik meg, mint például a XVI. Benedek Filozófiai és Teológiai Főiskola diákjai, akik szenteknek öltöztek halloweenkor, holott az ír népszokásnak bőven vannak keresztény elemei is. Szent Patrik működésének hatására, aki az 5. század második felében tevékenykedett misszionáriusként Írországban, a kereszténység és a kelta pogányság keveréke, a Culdee-i (Companions of God), azaz kelta kereszténység  jött létre. Az ősi druida hit megfért az új tanításokkal és egészen addig virágzott, amíg azután 1542-től kezdve az angol hódítók el nem foglalták az ír szigetet.

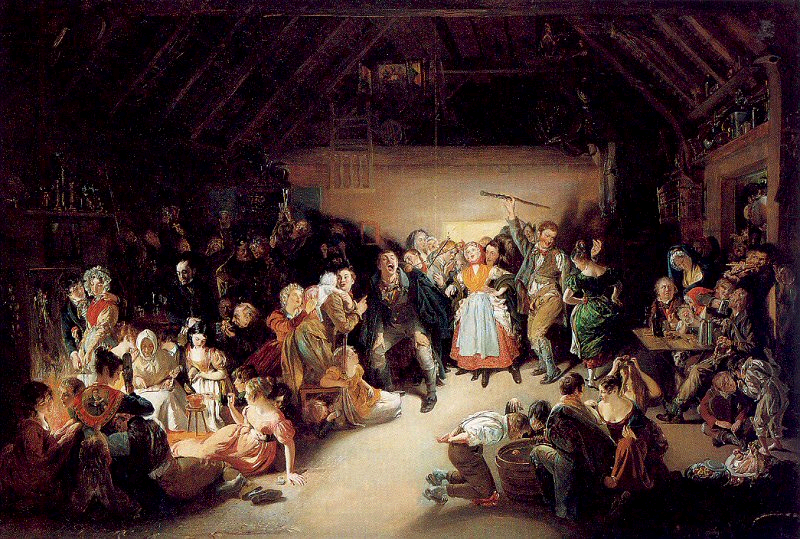
A Snap Apple Night ír keresztény ünnep is a halloweenhez kapcsolódik, a középkorban október 31-én tartották, az esemény elnevezése arra a játékra (angolul: bobbing for apples) utal, amikor az ünnepen résztvevők hátrakötött kézzel próbálták megenni a madzagokra kötött vagy a víz tetején úszkáló almákat

A nagy írországi éhínséget „Great Famine” követően, a kivándorlók tömegeivel az Észak-Amerikai kontinensre átkerült halloweent különböző módon ítélik meg világszerte. Halloween eredeti pogány jelentése a fény ünnepe a sötétség fölött.
Az október 31-ét követő napon, szinte az angolszász országokkal egyidőben ünnepel a katolikus kereszténység is. A kereszténység elterjedésével az őskeresztény szokásokat a pogány ünnepekhez igazították az ősi szokások betiltása helyett. Így az egykori kelta halottkultuszhoz kapcsolódó pogány ünnepkör a keresztény mindenszentek az üdvözült lelkek emléknapja (omnium sanctorum) ünnepéhez kapcsolódott. Katona Lajos néprajzkutató a halloween divat megjelenése előtti idők magyar népszokásairól Folklór-kalendárium című művében még így írt a halottak tiszteletéről: „A megholtak iránti kegyelet legvégső gyökérszálai is a vallásos érzés azon legmélyebb rétegébe nyúlnak le, ahol minden metafizikai sejtés és sóvárgás a maga őseredeti, fejletlen állapotában még alig egyéb, mint a hazajáró lelkek ki nem engesztelt haragjától való félelem.”
A különbözó kulturális közegekben más-más módon közelítenek a halálhoz és az ahhoz kapcsolódó gyászhoz. Dr. Hegedűs Katalin a halál és haldoklás tudományával foglalkozó tanatológus a legnagyobb problémának azt érzi, hogy a halál évente egyszer, a halottak napján kerül elő, feketébe öltöznek az emberek, és a médiában méltóságteljesen előadják, hogy ma halottak napja van.  Papp Miklós morálteológus szerint: „– mindenképpen azt javasoljuk, hogy a gyereket a maga szintjének megfelelően be kell vonni a gyászba. Ha kérdez, akkor vissza kell kérdezni: „Te hogy gondolod?” – s amit jól gondol, abban megerősíteni, amit tévesen, azt kijavítani. Nem kell ráönteni az egész tanatológiát, csak az éppen őt izgató kérdésekre kell az ő szintjén válaszolni.”
Régebben a magyar társadalomban azt a hetet, amelybe a halottak napja esik, halottak hetének nevezték A halottat tisztelet és félelem övezte, tehát el kellett látni a neki járó dolgokkal, de visszajárását meg kellett akadályozni.
A keresztény mindenszentek ünnepének előestéjéhez és népi hagyományaihoz Magyarországon – a halloween divatjának megjelenésével – egy olyan ismeretlen kultúra szimbólumai társultak, amelyek részben a sajátos írországi keresztény hagyományokból nőttek ki, mint amilyen például Jack O'lantern, és a töklámpás legendája. 

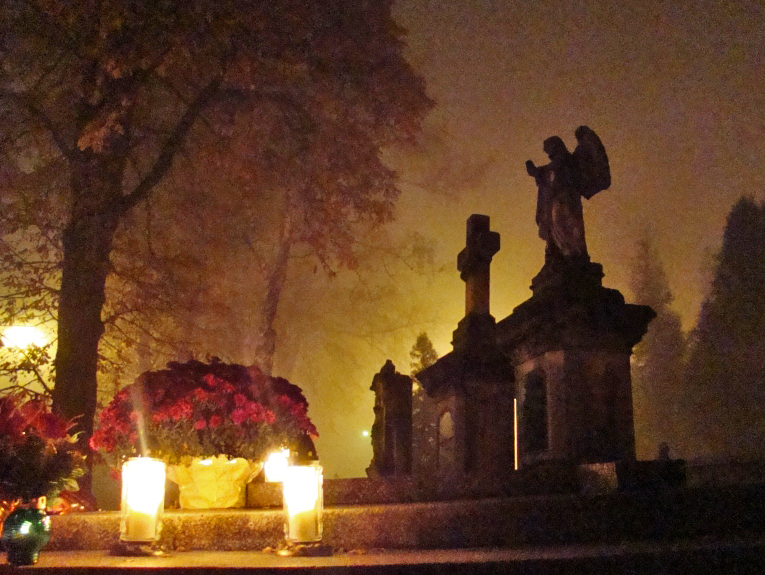
A keresztény közösségek tagjai mindenszentekkor és halottak napján az elmélyült megemlékezés gyertyáival és virágaival fényt visznek a sírokhoz

A magyar néphit szerint a mennyországban minden léleknek van egy égő gyertyája és ameddig az lángol, addig él az ember. A gyertya a megemlékezés szimbóluma, ami a nyugalmat, megbékélést jelképezi. A keresztény közösségek a november elsején megtartott mindenszenteken és a november másodikán megtartott halottak napján a szolid emlékezés gyertyáival és virágaival fényt hoznak az éjszakába a halottaknak.
Az olaszországi Új Horizontok Közösség és az Agapé Közösség kezdeményezői nyilatkozták a temetőben halottaik sírját látogatókról: "résztvevők az egyetlen Szentlelket szólítják meg, aki nem félelmet és horrort, hanem Fényt hoz az éjszakába…Nem a kereszt és a töklámpás harcáról van szó, hanem egy javaslatról, amely szeretné visszaadni Mindenszentek ünnepének eredeti, mély értékét.".
Halloween szokásai és jelképei a pogányságban gyökereznek. A keresztény hitelvek szerint Isten igéje a keresztények számára több helyen határozottan tiltja, hogy bármi módon keresse valaki a kapcsolatot a halottakkal. A halloween óriási üzlet. A keresztény hívők már a középkorban is úgy ismerték mindenszentek előestéjét, mint a sátánimádók, a varázslók és a boszorkányok kedvenc időszakát.
A keresztény publikációk egy része úgy gondolja, hogy a samhain ünnep napja a vaskori kelta nép főünnepe, az okkult nézetrendszerek szemszögéből nézve, egy szent nap, amikor a kelták a régészeti leletek szerint embereket áldoztak.
Ingo Marx protestáns szerző azt állítja – és nézetét számos keresztény oldal átvette – hogy a druidák ezen a napon a boszorkányoktól és a démonoktól való félelmükben nagy tüzeket gyújtottak, és áldozatokat mutattak be, hogy azok jóindulatát megnyerjék. „A varázslók a megfélemlített embereket kényszerítették, hogy éjfélkor adjanak nekik feláldozásra egy gyermeket. Az erre kiszemelt család ajtaja elé raktak egy kifúrt és kivilágított tököt. Ha a ház lakói nem teljesítették a kívánságot, gyilkos bosszúra számíthattak. – A gyermekáldozatot óriási szalma- vagy rőzsekötegbe kötözve elevenen égették el.”  Ingo Marx írásából azonban szinte semmit nem lehet igazolni. A druidák vallásáról az egyik legrészletesebb beszámolót Julius Caesar közli. A gall háború című munkájának 6. könyvében ír részletesen a druidák társadalmáról, szokásaikról, vallásukról.
„Gallia összes törzse szinte babonásan vallásos. Aki például súlyosan beteg, vagy csatában és más veszélyes körülmények között életét kockáztatja, az emberáldozatot mutat be, illetve emberáldozat bemutatására tesz fogadalmat (melyet aztán a druidákkal végeztet el): azt hiszik, hogy a halhatatlan isteneket csak úgy lehet kiengesztelni, ha emberéletért emberéletet adnak cserébe. Hasonló jellegű áldozatokat mutatnak be nagyobb közösségek is. Mások óriási méretű bábukat készítenek rőzsefonadékból, a belsejét telezsúfolják élő emberekkel, utána az egész alkotmányt meggyújtják, s a benne levők a lobogó lángok martalékává válnak.” 
Látható, hogy Caesar nem tud október végi gyermekáldozatról, sem töklámpásról, sem boszorkányokról. Sokkal inkább a pogány vallásokra jellemző és az év bármely időszakában bemutatásra kerülő emberáldozatokról, amiket nem a saját népük gyermekein, hanem – mint az Caesar a folytatásban leírja – elfogott bűnözőkön, vagy ártatlan rabszolgákon hajtottak végre.
Az angol és walesi katolikus püspöki konferencia támogatja az Angliában 2010-ben indult „Fény Éjszakája” elnevezésű kezdeményezést: „Halloween ma a legnagyobb fogyasztói ünnep karácsony és húsvét után, itt az idő hát, hogy emlékeztessük a keresztényeket ennek az ünnepnek az eredetére.” 
Bill Parker és más keresztény szónokok (a neopogány közösségek határozott tiltakozása ellenére) úgy gondolják, hogy az okkult ünnepek kedvelői az év ezen nyolc napján a Sátánt imádják és ezek közül is a kelta alapokon nyugvó neopogányság számára, a samhain a legfontosabb ünnep. (A halloween egyik alapja)  Úgy gondolják, hogy a halált felmagasztalják, és ezen az ünnepnapon a halál ura a túlvilágról átengedi a gonosz szellemeket a látható világba, hogy gyötörjék az embereket.
A chilei La Razón című lap cikke szerint, Santiagoban október 31-e este tavaszi fesztivált tartanak. A lapnak nyilatkozó kereskedő szerint az üzlet horror nélkül is jól megy: „Itt nincsenek szörnyek, kísértetek, boszorkányok. A gyerekek angyalnak, királylánynak, sőt szenteknek öltöznek”.

### Az ünnep nem keresztény szemlélete
Habár halloween eredete sötétebb hangulatú (állat és egyes esetekben emberáldozat) vaskori és ókori rítusokhoz is kapcsolódik, nem igazán van, aki ma már ezeket ilyen formában ünnepelné, leszámítva az ördögöt, sátánt imádó, egyes esetekben csupán divatból vagy csoportszellemből ténykedő illetőket, akik kisajátítják maguk számára az eredeti ünnepnap jelentőségét, az azt körülvevő hangulatot, és rituáléik alatt esetenként állatokat is lemészárolnak, szemben az életet tisztelő újpogány hagyományokat követő csoportokkal (például kelta wicca) A Wicca boszorkányai tagadják a Sátán létezését, és azt hirdetik, hogy a Sátán csak a keresztyénség kitalációja, és hitük egyre nagyobb tiszteletnek örvend  Az újpogányok elhatárolódnak a idegen vallások és a saját valláskultúrából származó gonosz entitások imádatától.
A wicca tanok közül a „tégy, amit akarsz, de ne árts!” törvény  az egyik legfontosabb. A világ visszahat az emberekre, ha az emberek hatnak rá éppen ezért jó cselekedetekre kell törekedni. Karl Lembke ezt a törvényt egy bibliai részhez hasonlította: 
„Amit akartok azért, hogy az emberek tiveletek cselekedjenek, mindazt ti is úgy cselekedjétek azokkal.” Máté 7:12).
Az eredeti kelta samhain ünnep idején a kelta hit szerint szeretteink szellemei felbukkanhatnak, ezért gondoskodni kell a megvendégelésükről és ételáldozatot kell hagyni számukra. Ezért ételt, italt tettek ki ezeknek a szellemeknek, megemlékeztek róluk, a tűz körül kuporogva történeteket meséltek egymásnak. Az eredeti pogány samhain ünnep, saját komor hangvételén keresztül valójában mélyen tisztelte az ősök szellemeit, annak ellenére, hogy a keresztény, kelta és római elemekből kialakult, mára nagy divattá vált halloween ünnep ma már merőben elrugaszkodott az archaikus kelta gyökereitől és modern félelemkeltő szellemek, töklámpások, divatos mágikus formulák és egyéb kellékek (jelmezek, fekete macskák, maszkok, pinata játékok, horroreszközök) jellemzik.

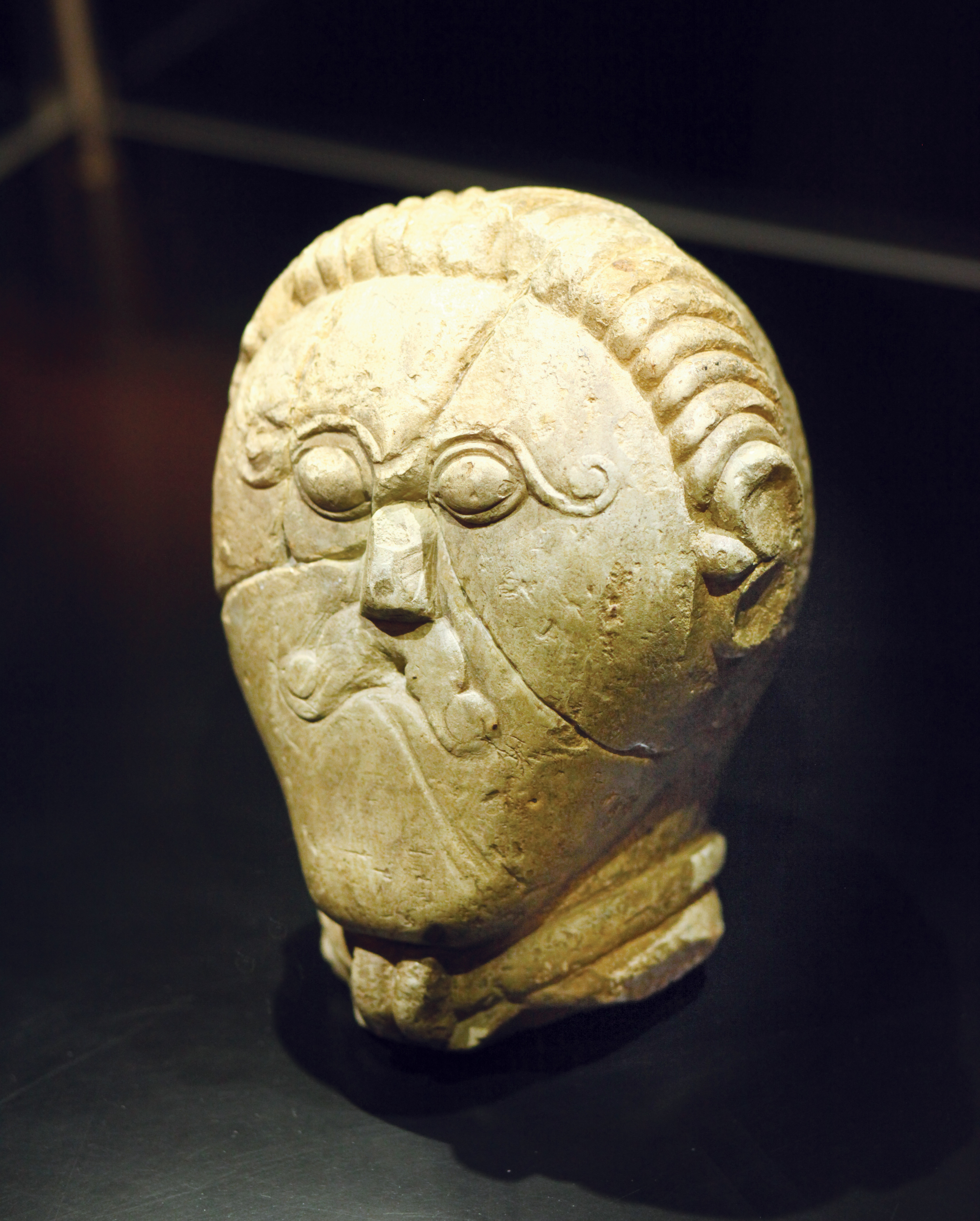
Egy követ, amelyet Crom Cruach halálisten alakjának tulajdonítanak jelenleg Ballyjamesduffban őriznek

A samhain, a mindenszentek és a halottak napja római ünnepekkel együtt mára végérvényesen összefonódtak, közös termékük az egyre divatosabbá váló halloween. Azonban amikor a halloween alapjairól beszélünk, érdemes őket egymástól elkülöníteni és nem összemosni, hiszen az emberi civilizáció fejlődése során, a történelemben egymástól függetlenül kialakult szokásokról, hiedelemvilágokról van szó, melyek ugyanúgy fontosak ma is azok számára, akik magukénak vallják ezeket a régi ünnepeket, ezért nem lehet számon kérni a keresztény nézeteket, jóval ősibb vallásokon, szokásokon és teljesen felesleges keresztény elemeket (például ördögöket vagy magát a Sátánt) párosítani mitológiai alakjaihoz. A halloween őse a pogány kelta boszorkányok, kísértetek és egyéb démonok ünnepe, a samhain volt október 31-én, amely a civilizációnkban ismert halálistenekkel Belzebub, Baál szemben egy vitatott létezésű kelta halálisten, a druidák istene, Crom Cruach kultuszában gyökerezik. A május 1-jei beltane ünnep az október 31-ei samhain ünnep „ellenpontjaként” az esztendő „napos” felének eljövetelét jelentette, amelyen emberáldozatokat is bemutathattak a druidák. A kereszténység felvétele után a druidák spirituális feladatait gyakran közvetlenül a püspökök vették át.

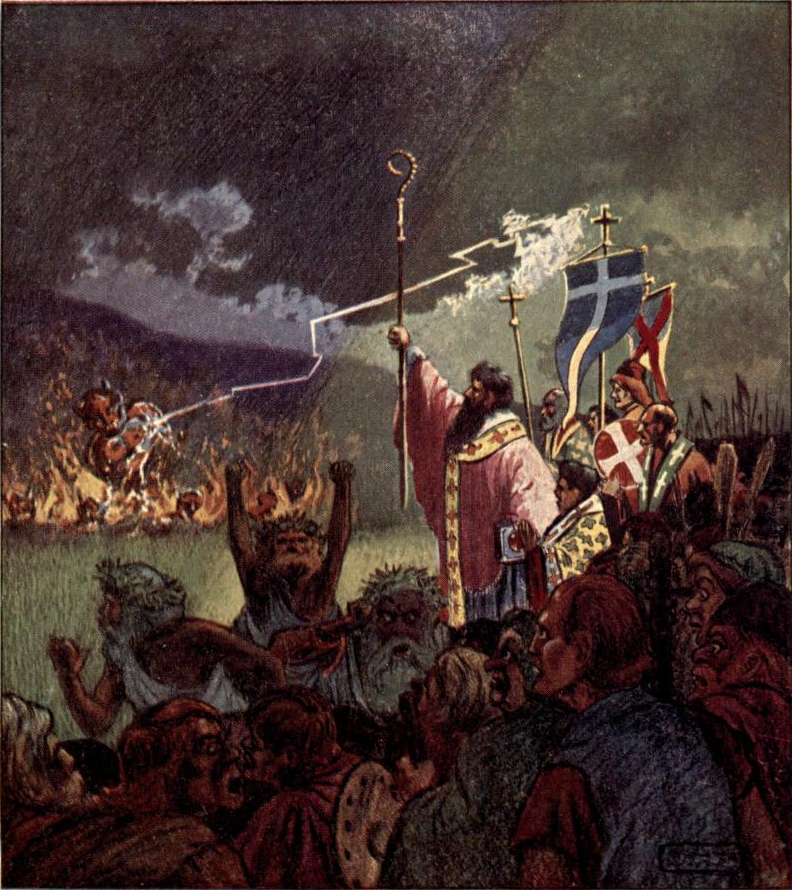
Curtis Dunham: Szent Patrik elpusztítja Crom Cruach bálványát, festmény (1911)

A későbbi (főleg keresztény) értelmezésekben boszorkányok, kísértetek és egyéb démonok ünnepének tartják, ám ilyen értelemben véve ez tévhit. A kísértetek és az ártó szándékú gonosz démonok, mitikus természetfeletti lények, például rosszakaró tündérek, koboldok megjelenhetnek ezen a napon, azonban maga az ünnep nem ezeknek a gonosz entitásoknak a dicsőítéséről és imádatáról szól. A boszorkányok (pejoratív értelemben véve) negatív tulajdonságokkal bíró, a gonoszt szolgáló, az emberiség megrontása érdekében a gonosszal paktumot kötő férfiak és nők. Ezt a képet a kereszténység terjedése során kiterjesztették a helyi vallások képviselőire, pogány hitvilágok sámánjaira, papjaira, követőire is. Az ősi samhain ünnepén sem a kelta emberek, sem pedig papjaik nem törekedtek a világ megrontására és a világot vagy az emberiséget megrontani és elpusztítani akaró gonosz entitások imádatára. Ezen tény ellenére a jelenkori samhain és ezzel együtt a halloween divatja évről-évre magához vonzza a Sátán és az ördögimádó köröket, alantas módon felhasználva és kiforgatva ezzel őket, megalapozva ezzel a halloweent és a samhaint ért sorozatos tévhiteket. A radikális szektások kisállat felvásárlása ( különösen a feketemacskáké)  is okot ad a félelemre. Az azonban bizonyos, hogy ma már nem áldoznak állatot a kelta-neopogány csoportok. Sok esetben a boszorkányok éjjelének tartják, keverve a samhaint a walpurgis éjjel.
Keltológus szakemberek egy része szerint azonban tévhit az, hogy a samhain egy kelta halálisten, a druidák istene, Crom Cruach kultuszában gyökerezik. Crom Cruach isten létezése nem bizonyított ugyanis keresztény írástudók jegyezték le a Cavan megyében található Mag Slécht hegyen imádott kultuszát, azonban az erre vonatkozó szövegeket a Leinster-könyvben a 12. században írták le, amelyek a szerzetesek nézőpontjából íródtak. Létezik egy kő, az úgynevezett killycluggini kő, melyet ennek az istenalaknak tulajdonítanak. Ezt a bálványt jelenleg Ballyjamesduffban a Cavan Megyei Múzeumban őrzik.Ez a kőoszlop i. e. 3-2 századból való, és a kevés írországiLa Tène-kultúra Waldelgesheim stílusú, vésett köveinek egyike. Az isten létezése így vitatott, keresztény írásokon kívül nem szerepel a kelta istenek pantheonjában sem és Szent Patrik legendáján kívül nem jelenik meg máshol sem. Napistenként is hivatkoznak rá, de a kelta napisten Lugh. Így valószínű, hogy egy kisebb termékenységisten alakja köré fonhatták Crom Cruach kegyetlen legendáját, melynek táptalajt adhat a Bibliában található Tófetről és Molochról szóló kegyetlen, emberáldozatokkal is járó rész. (2Kir 23,10). Hogy Crom Cruach a leírt formában valóban létezett-e, az keltológus tudósok, professzorok, a témához értő, és szakirodalmat publikáló professzorok szerint sem bizonyítható egyértelműen. A samhain Crom Cruach-i eredete tehát igen ingatag lábakon áll a kelta vallástörténelem tudósai számára.
A pogány és a keresztény életfelfogás különbözőségét mutatja a két ünnep eltérő szemlélete. Az egyik csendesen elmélkedik és emlékezik, mellőzve az okkult kapcsolatkeresést elhunyt szeretteivel, a megemlékezés szimbólumával, a gyertyalánggal gondolva a halálra, míg a másik az emlékezés mellett a halál témájához sokkal közvetlenebb hiszen hiedelmei miatt elkerülhetetlenül szembenéz a szellemek jelenlétével. A jó szellemekről gondoskodniuk kell, segíteni kell őket, hogy megtalálják az utat a túlvilágra. A rossz, gonosz szellemeket tűzzel űzik el.

## Halloween jelképei
A belsejében mécsessel világító, sok esetben különleges formájú töklámpás lett az idők folyamán a halloween legfontosabb kelléke, illetve tradicionális szimbóluma. A faragott sütőtök először az aratási idényhez kapcsolódott, jóval azelőtt, hogy a halloween jelképévé vált volna az Egyesült Államokban. A kivájt töklámpás angol elnevezése „Jack O'Lantern”, azaz „Lámpás Jack”. 2003. október 19-én 30 581 lámpás égett egyszerre Keene városában New Hampshire államban.
A kandírozott alma is jelképe halloweennek. Samhain időpontja jelezte a keltáknak, hogy a nyáron megérett gyümölcsöket le kell aratni, minden almát le kellett szedni az almafákról. Úgy vélték, hogy Samhain után, a gonosz tündérek minden le nem szedett almát leköpnek, hogy azok ehetetlenekké váljanak. Egy halloween játék egyik népszerű változatában a lányok titokban megjelölik az almájukat, mielőtt egy hordó vízbe dobják őket. Az almák a vízben lebegnek és a legényeknek a fogaikkal ki kell venniük. Ha valamelyik lány lehetséges kedvese fogaival elkap egy megjelölt piros gyümölcsöt a fogaival, akkor a hiedelem szerint a jövőben összekerülhetnek.

### A töklámpás legendája

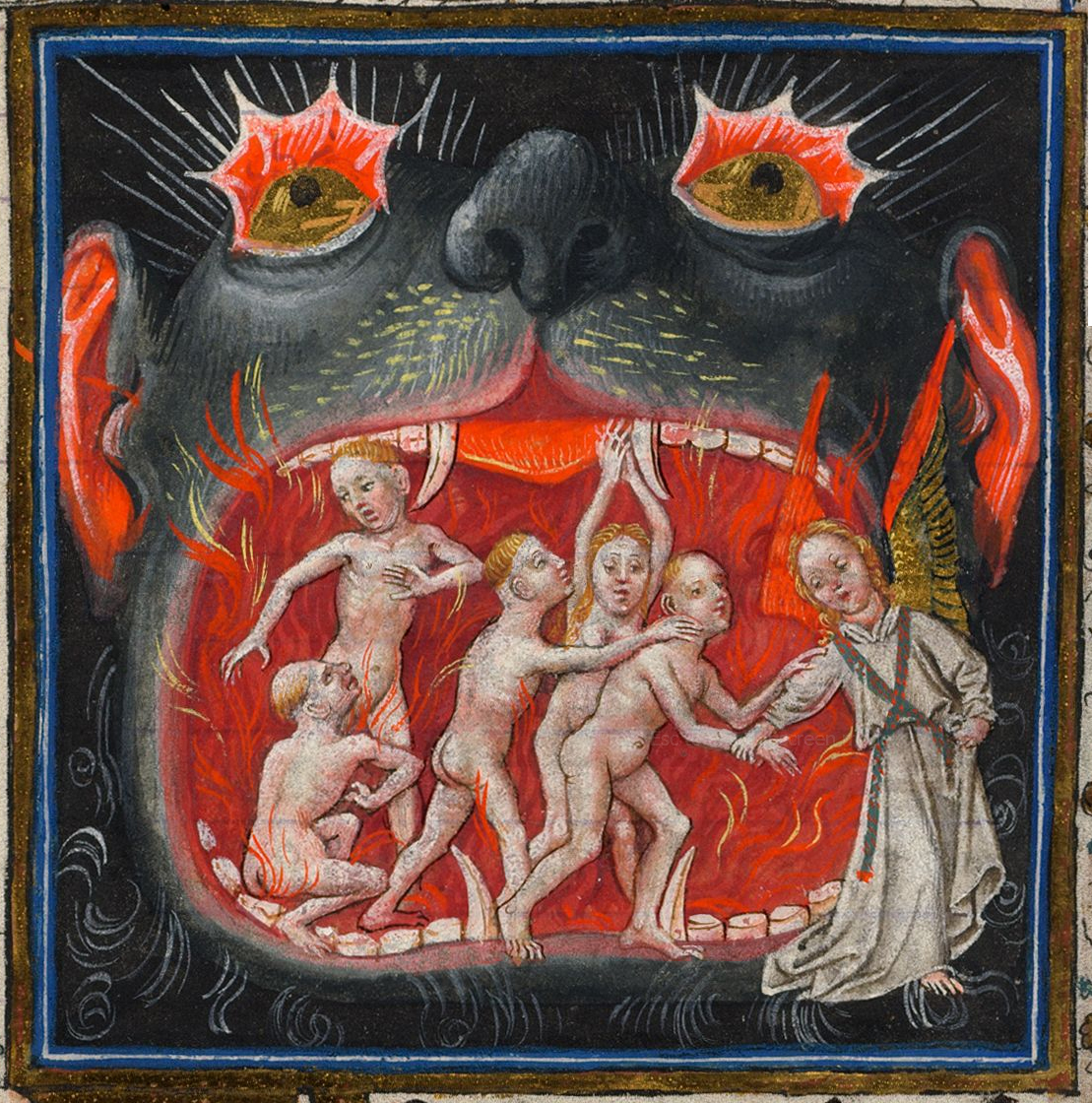
Középkori ábrázolás, a mindent elemésztő pokol kapujáról

Egy ír legenda szerint nevét egy Jack O'Lantern nevű részeges kovácsról kapta. Egy szép napon odament a részeges Jackhez az ördög és hívta a pokolba, de előtte felajánlotta, hogy igyanak még meg egy italt. Jack azonban nem akart vele tartani, ezért hát furfangos cselt eszelt ki. Ravasz módon megkérte, hogy válasszon egy almát az almafájáról, mire az ördög felmászott a fára. Jack tudta, hogy mitől fél az ördög, ezért a fa oldalára egy keresztet rajzolt. Az ördög nagyon megrettent a kereszttől és nem is mert lemászni, kénytelen volt a fa ágán kucorogni. Az ördög addig-addig egyezkedett a furfangos kováccsal, míg az megígértette vele, hogy ha leengedi a fáról, cserébe gondoskodik róla, hogy Jack (aki életében sok rosszat tett) ne kerüljön a pokolba. Jack ekkor megengedte hogy lemásszon a fáról az ördög – aki abban a pillanatban el is tűnt. Azonban, amikor Jack meghalt, lelke a menny és a pokol között rekedt: a mennybe nem engedték be, mivel élete során sokat részegeskedett és bűnös módon élt, de az ördög sem akarta a pokolba befogadni, mert nagyon haragudott Jackre a régi csínye miatt. Jack arra kérte az ördögöt, hogy legalább egy kis fényt adjon neki, hogy megtalálja a visszautat az élők világába. Végül az ördög megszánta és egy örökké izzó fadarabot dobott Jacknek a pokol katlana alatt lobogó tűz parazsából, amit nyugtalan lelkének szánt. Az izzó parazsat Jack egy kivájt takarmányrépa (rutabaga, svéd karórépa) belsejébe tette világító lámpásnak, s azóta lelke ennek a takarmányrépa-lámpácskának a fényénél keresi megnyugvását.
A legenda sok egyéb változata is létezik az angolszász nyelvterületen, köztük Fukar Jack (Stingy Jack) története is, az öreg részeges kovácsról, aki szeretett mindenkit megtréfálni, de egyszer eladta a lelkét az ördögnek...
A legenda egy másik ismert változata szerint amikor az ördög el akarta vinni a pokolba a részeges kovácsot, Jack csele az volt, hogy meggyőzte az ördögöt, hogy változtassa magát pénzérmévé, mellyel fizetheti az italukat a kocsmában. Az ördög úgy is tett, Jack azonban a pénzt zsebre tette egy ezüst kereszt mellé, mely megakadályozta, hogy az ördög visszaváltozzon eredeti alakjába.
Az ír néphagyományt követő Amerikában a legendában eredetileg szereplő takarmányrépát a narancssárga színű, Amerikában őshonos, látványosabb, könnyen vigyorgósra kivájható sütőtök növény váltotta fel.
Egyesek keresztényellenesnek tartják a halloweent: "A keresztények gyertyáit – amelyeket elhunyt szeretteink sírján gyújtunk – akarják ugyanabban az időpontban kigúnyolni a szörnyeket ábrázoló töklámpásokkal."

## Halloween Amerikában
Amerikában halloweenkor az ajtó előtt jelmezbe öltözött gyerekek jelennek meg, akik Trick or treat!, szabadon fordítva: „Csokit vagy csínyt!”, ˇ"Finomságot vagy csínyt", "Csokit vagy csalunk!" vagy "Adsz vagy kapsz" kiáltással szólítják fel a háziakat állásfoglalásra, hasonlóan a magyar adománygyűjtő betlehemezéskor vagy Gergely-járáskor elhangzó „ha nem adnak szalonnát, kifúrom a gerendát!” kiáltáshoz. Elméletileg az ajtónyitónak van lehetősége „csínyt”, azaz játékos fenyegetést választani, de ez nem jellemző gyakorlat. Általában a gyerekek édességet kapnak, a felnőttek pedig jót szórakoznak. Amerikában többnyire baráti társaságban, jelmezbált rendezve ülik meg ezt az ünnepet.

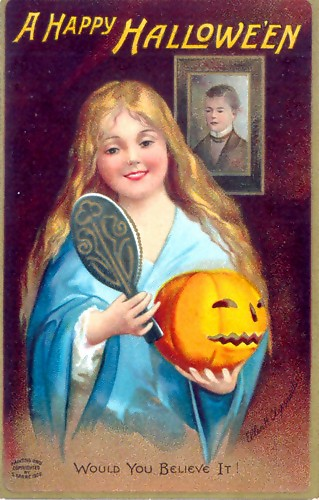
Tipikus amerikai halloween ikon, a halálra vigyorgó töklámpással pózoló kisgyermek, levelezőlapon

A halloween nagyon fontos ünneppé vált Észak-Amerikában. Azonban a korábbi vidám ünnepekkel ellentétben halloweenkor megnőtt a gyermekeiket féltő szülők száma: féltik őket az idegenektől és az utcán járó sok kocsitól. A szülők egy része ezért nem is engedi ki édességet gyűjteni a gyermekeit – mindezt annak ellenére, hogy a mérgezett cukorkákról tudósító szóbeszédeket mindezidáig nem sikerült igazolni. Ugyanakkor minden év október 31-én megrendezik a New York’s Village Halloween Felvonulást New York Greenwich Village városrészében. A több mint egy mérföld (1,6 km) hosszan haladó, ötvenezer jelmezes résztvevő – táncosok, művészek, cirkuszi előadók, zenekarokat és színészeket szállító kocsik – évről évre kétmillió nézőt vonz a helyszínre, és körülbelül százmillióan követik a tévében.
Az egész angolszász világban a halloween a gyerekek ünnepe is. Előestéjén partikat rendeznek mindenfelé, és sokan jelmezekbe öltözve régi, babonás szokások felelevenítésével, bűvészkedéssel, társasjátékokkal múlatják az időt, amelynek néha extrém megnyilvánulásai is előfordulnak. Az amerikai ünnepen a gyermekek édességért háztól-házig körbejáró szokásának eredete az írországi óhazába nyúlik vissza, nagy valószínűséggel az ír, angol és skót bevándorlók vitték magukkal, és honosították meg az Egyesült Államokban.
Anton Szandor LaVey, a modern (egyébként ateista nézeteket képviselő) sátánizmus (Sátán Egyháza) alapítója a sátánimádat legnagyobb ünnepének tekintette a halloween-éjszakát (samhain). A halloweennel és az annak ősét képező samhainnal kapcsolatos félreértések és tévhitek miatt 1982-ben az amerikai Keresztény Koalíció, mely a legnagyobb keresztény szervezet az Egyesült Államokban, kijelentette, hogy a halloween nem sátánista rituálé. Az index.hu tudományos igényű cikkében azonban megjegyzi: „A Halloween tehát, bár nevében a Mindenszentekre utal, valójában nagyon is pogány ünnep”. Azonban a pogányság nem egyenlő a sátánizmussal.

## Halloween Európában
Európában a halloween hosszú időre feledésbe merült. Néhány helyen elvétve jelmezbe öltöztek, és tökdíszeket helyeztek el a lakásban, de ez a szokás is hanyatlóban volt. A halloween egy speciális angolszász ünnep maradt egészen a legutóbbi időkig és csak a televíziózás korában lett belőle egy egyre általánosabban elterjedt, és már sokkal inkább elüzletiesedett világi, semmint vallásos ünnep. Világszerte történő elterjedését valószínűleg a népszerű amerikai ponyvakultúra (képregények, filmek) is segítették. Az Egyesült Államokon kívül angolszász területeken a legelterjedtebb. Írországban, és a brit szigeteken is népszerű.

## Halloween Magyarországon
Magyarországon a halloweeni szokások a 2000-es évek elején kezdtek elterjedni, rekvizitumai főleg a gyermekek és egyetemisták körében népszerűek. Mára a jelmezkölcsönzők számára kiemelkedő üzletet és nagy forgalmat jelent, a vicsorgó töklámpás által jelképezett angolszász népszokás eltorzított magyarországi változata, bár megjelenését bőven éri kritika is. A mára már elüzletiesedett, hagyományos angolszász ünnep alapvetően amerikai filmekből, képregényekből és gyermekeknek szóló könyvekből vált ismertté Magyarországon. Sokan valódi hagyományok és előzmények nélküli divatnak, a magyar kultúrközegben idegennek, és néhány horrorisztikus kellékét visszataszítónak tartják.
Sokan otthon a családjuk körében is meghonosították már ezt a szokást. A halloweeni bulik száma is megsokszorozódott.
2018-ban a Nemzeti Élelmiszerlánc-biztonsági Hivatal (NÉBIH) felhívta az élelmiszerüzletek figyelmét, hogy a tökféléket különítsék el a dísztököktől, tájékoztatásuk szerint Franciaország jelezte az Európai Élelmiszer-biztonsági Hatóságnak, hogy a halloweenre használt dísztök mérgező, jelentősen megemelkedett a tökfélék okozta ételmérgezések száma, és az esetek száma évről évre nő.

## Halloween és az újpogány vallások
A különböző jelenkori újpogány vallásokban (Kelta-Wicca Hagyományőrzők Egyháza, Magyar Boszorkányszövetség, Wicca stb) az egyik legfontosabb ünnepnapként tartják számon a samhain ünnepet. A samhain és a halloween összekapcsolódik ezeknél a vallási közösségeknel, de szertartásaik középpontjában a samhain restaurált ünnepe áll. Természetesen ma már elavult, az élettel összeegyeztethetetlen elemek nem képezik részét ezeknek a szertartásoknak. A neopogány vallások megkísérlik a kereszténység előtti vallásokat újjáéleszteni a mai emberi civilizációban.

## Halloween az irodalomban
- Robert Burns a 18. század végén írta meg a Upon that night, when fairies light… kezdetű, "Halloween" című versét.[116][117]

## Képgaléria

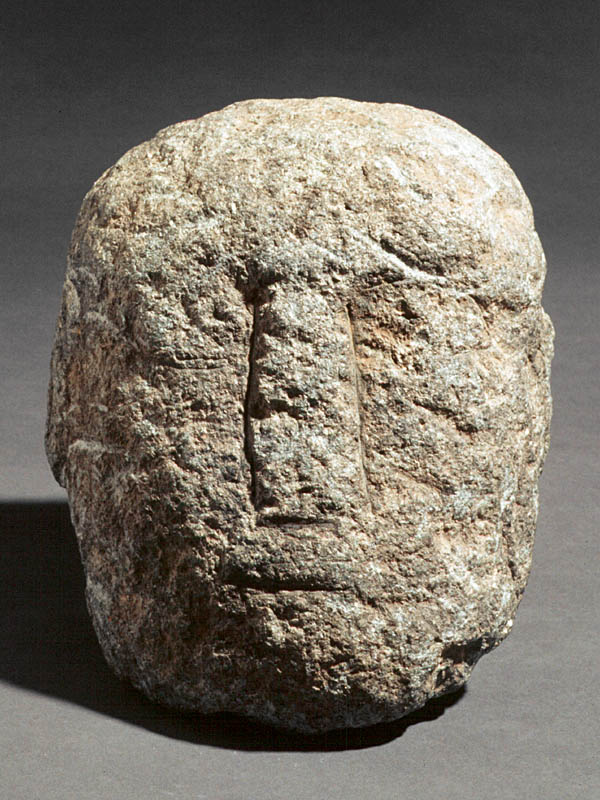
Ősi kelta kőbálvány
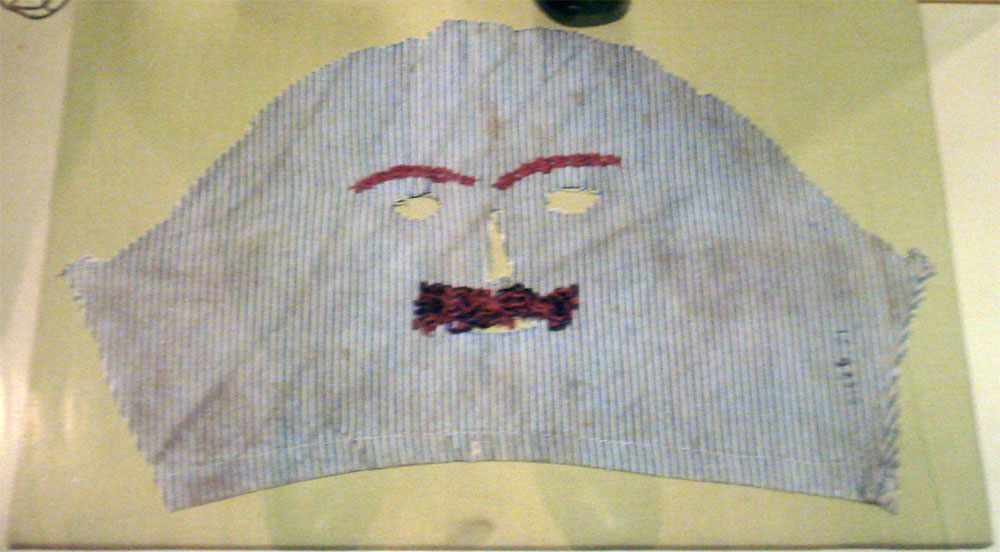
Hagyományos ír Halloween maszk a 20. század elejéről, Museum of Country Life, Írország
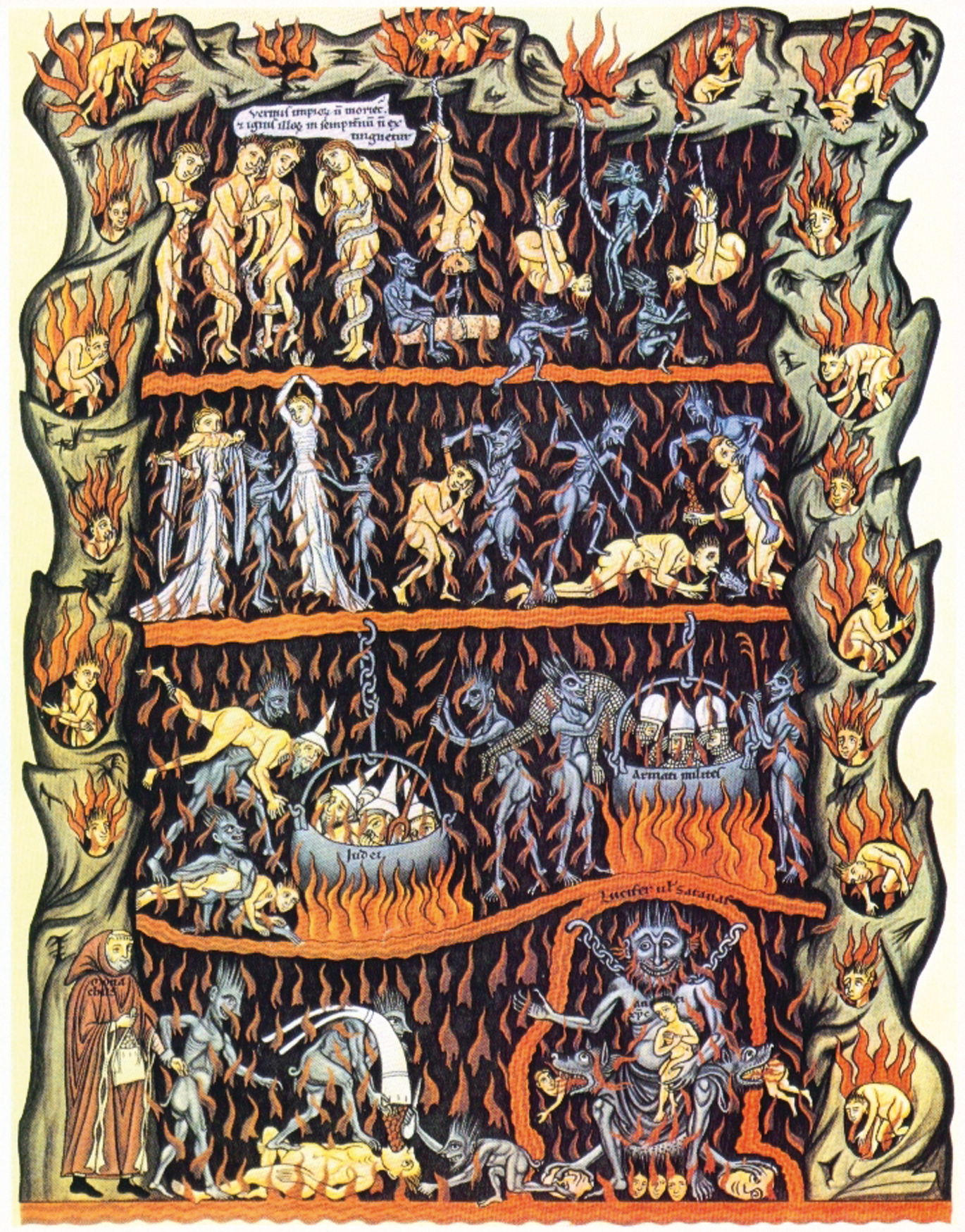
A pokol ábrázolása a Hortus deliciarum („A gyönyörűségek kertje” ) című kódexből (1175-85)
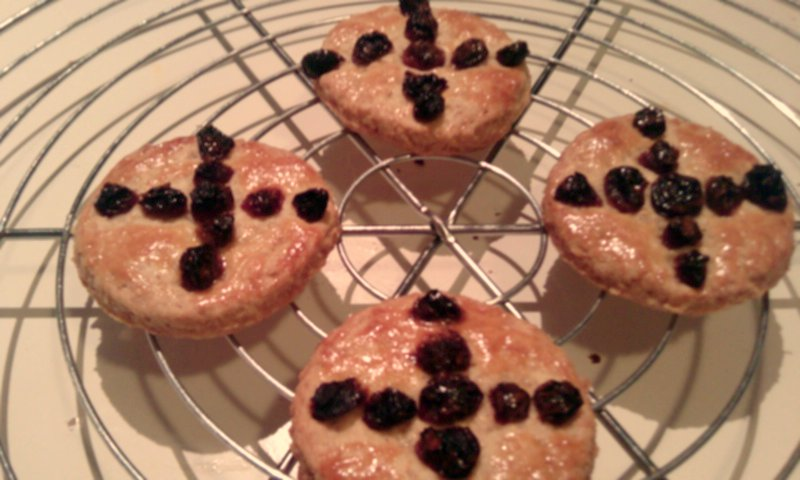
Lélek süti (Soul cake) tradicionális halloween sütemény
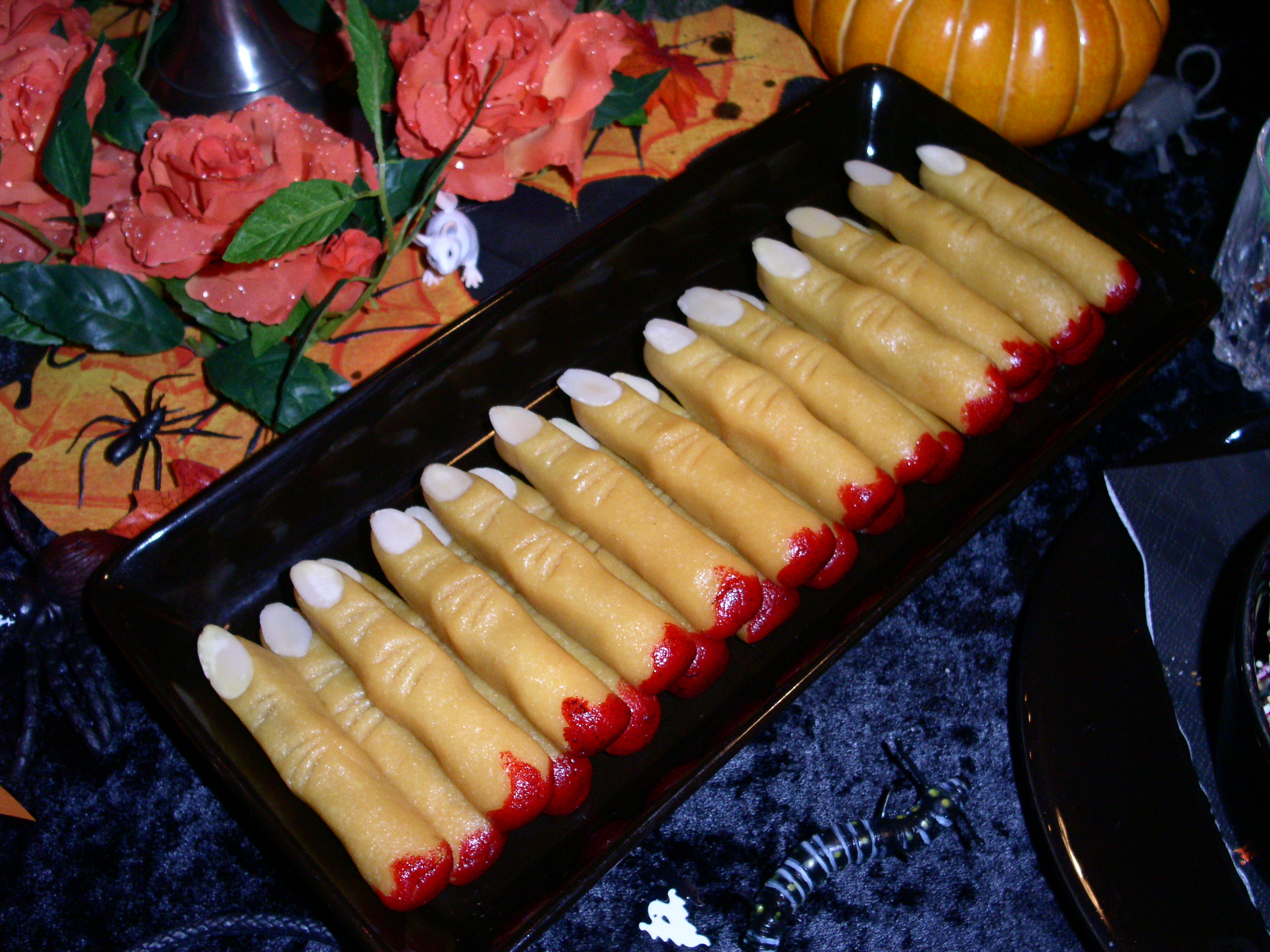
Véres Boszorkányujjak süti (Bloody Fingers Halloween Cake), a hagyományos amerikai ünnepi sütemény halloweenre
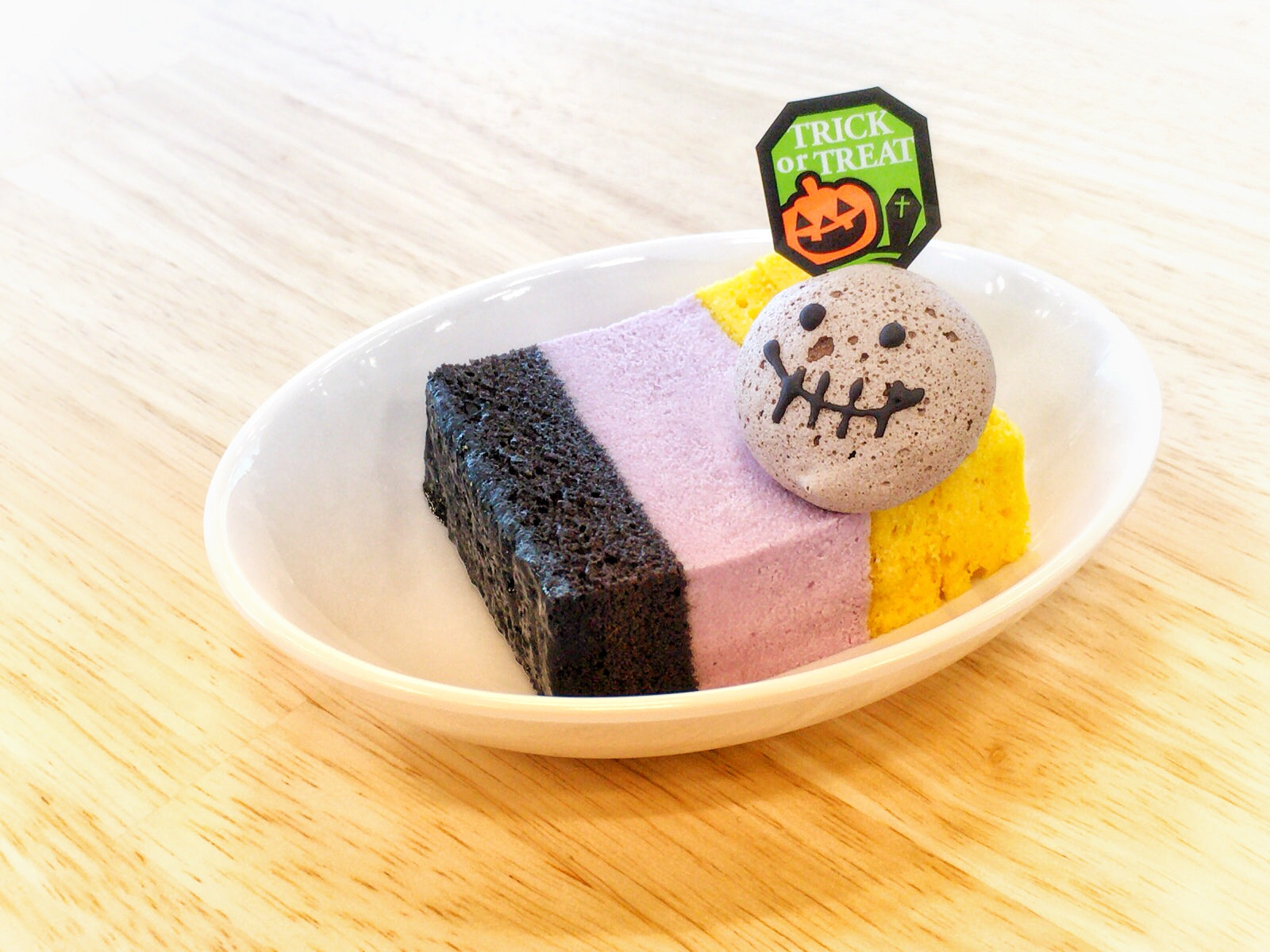
Japán édességkreáció halloweenre
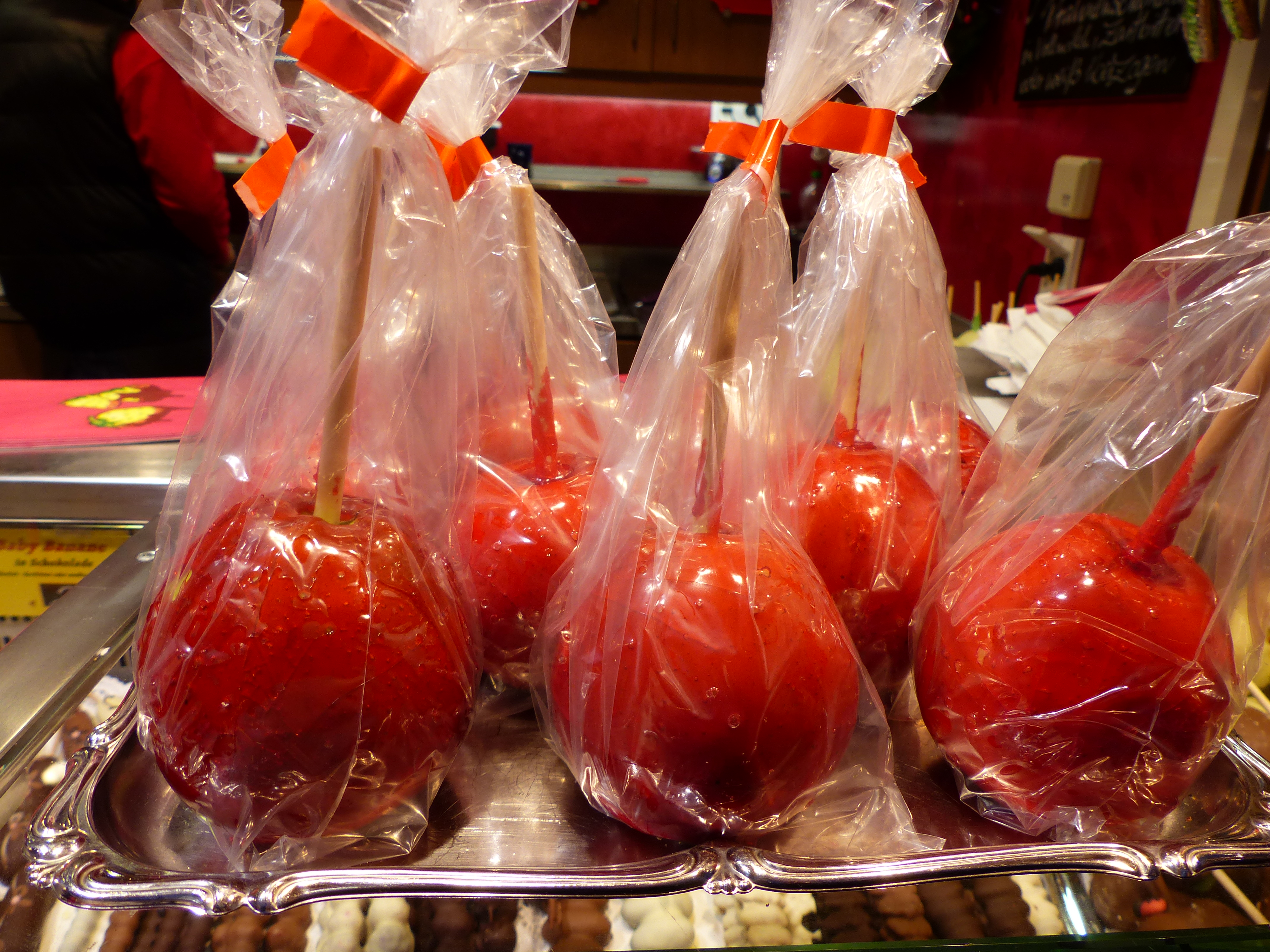
Tradicionális kandírozott alma halloweenre
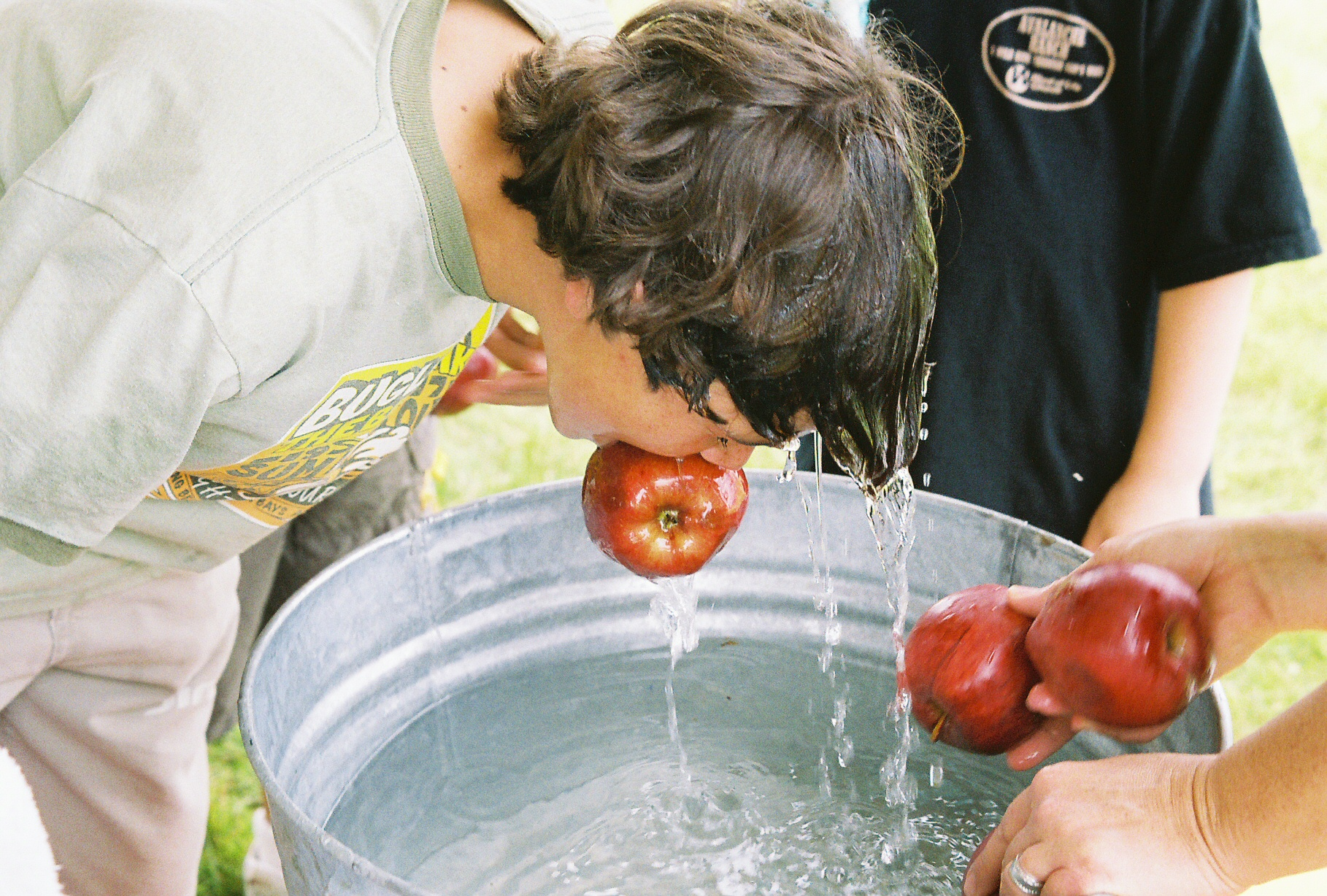
Hagyományos tréfás ír játék a bobbing for apples halloweenkor, hátrakötött kézzel kell a víz tetején úszkáló almákat kivenni a tálból
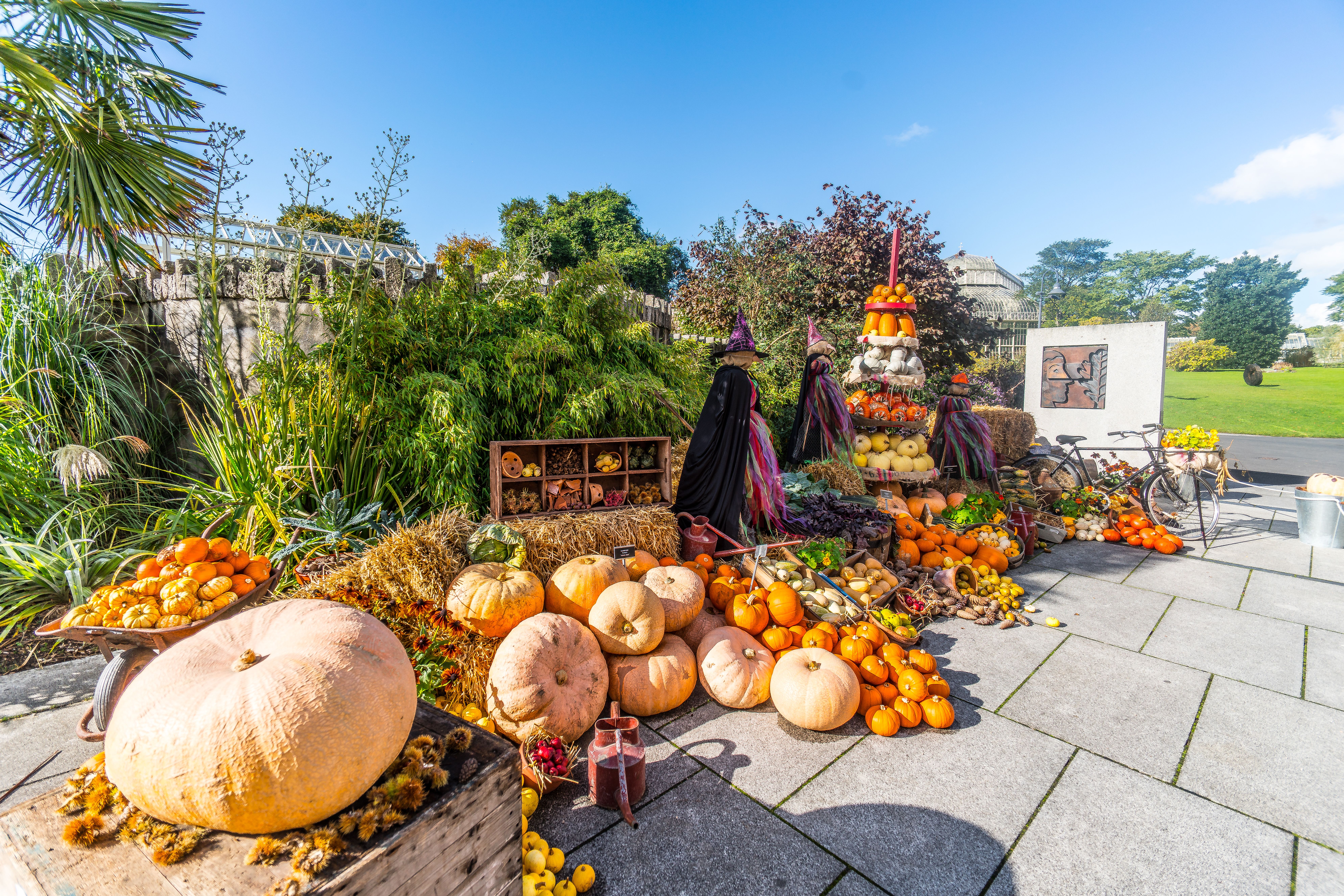
Tökök árusítása egy dublini botanikai kertben
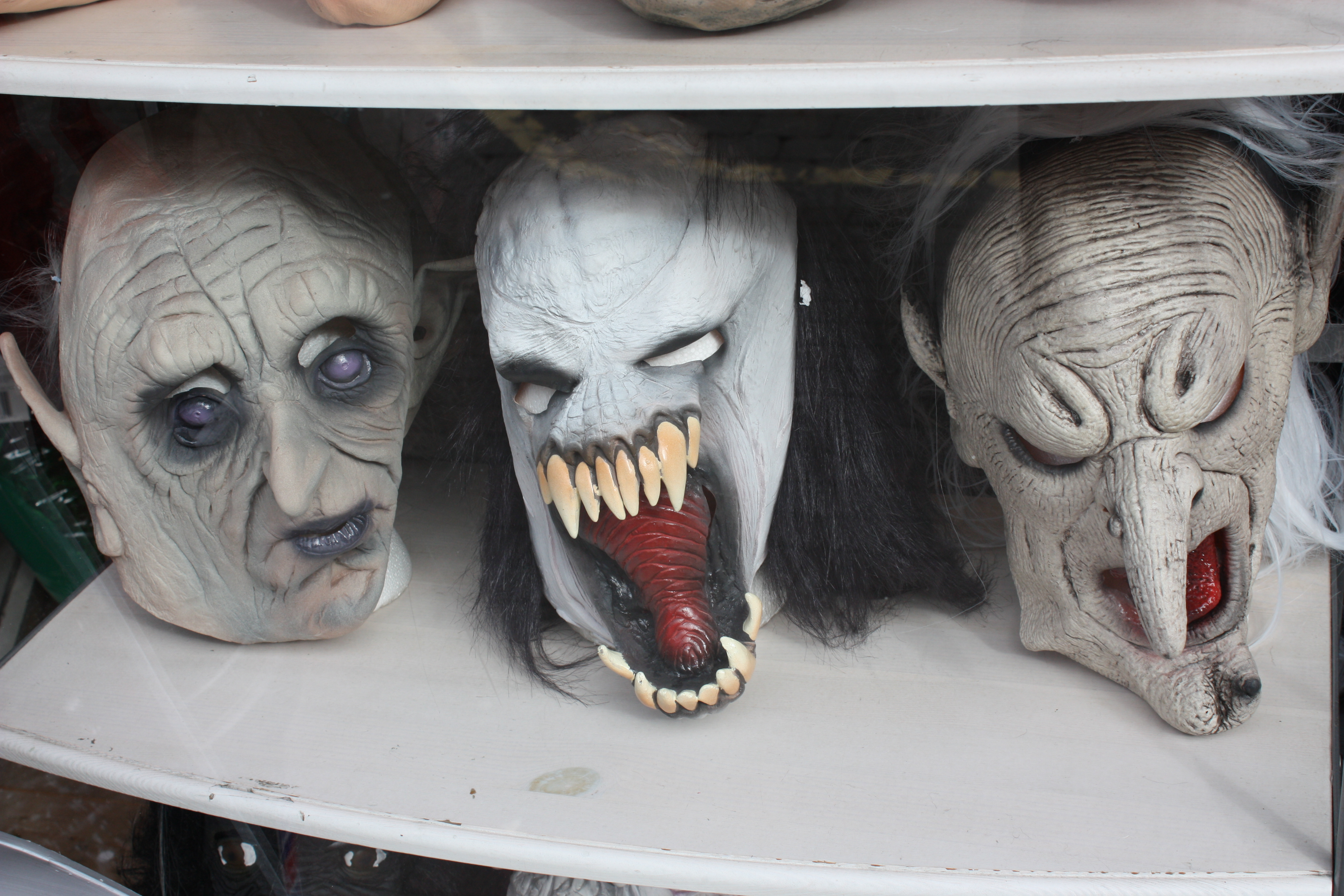
Ünnepi halloween maszkok Írországban
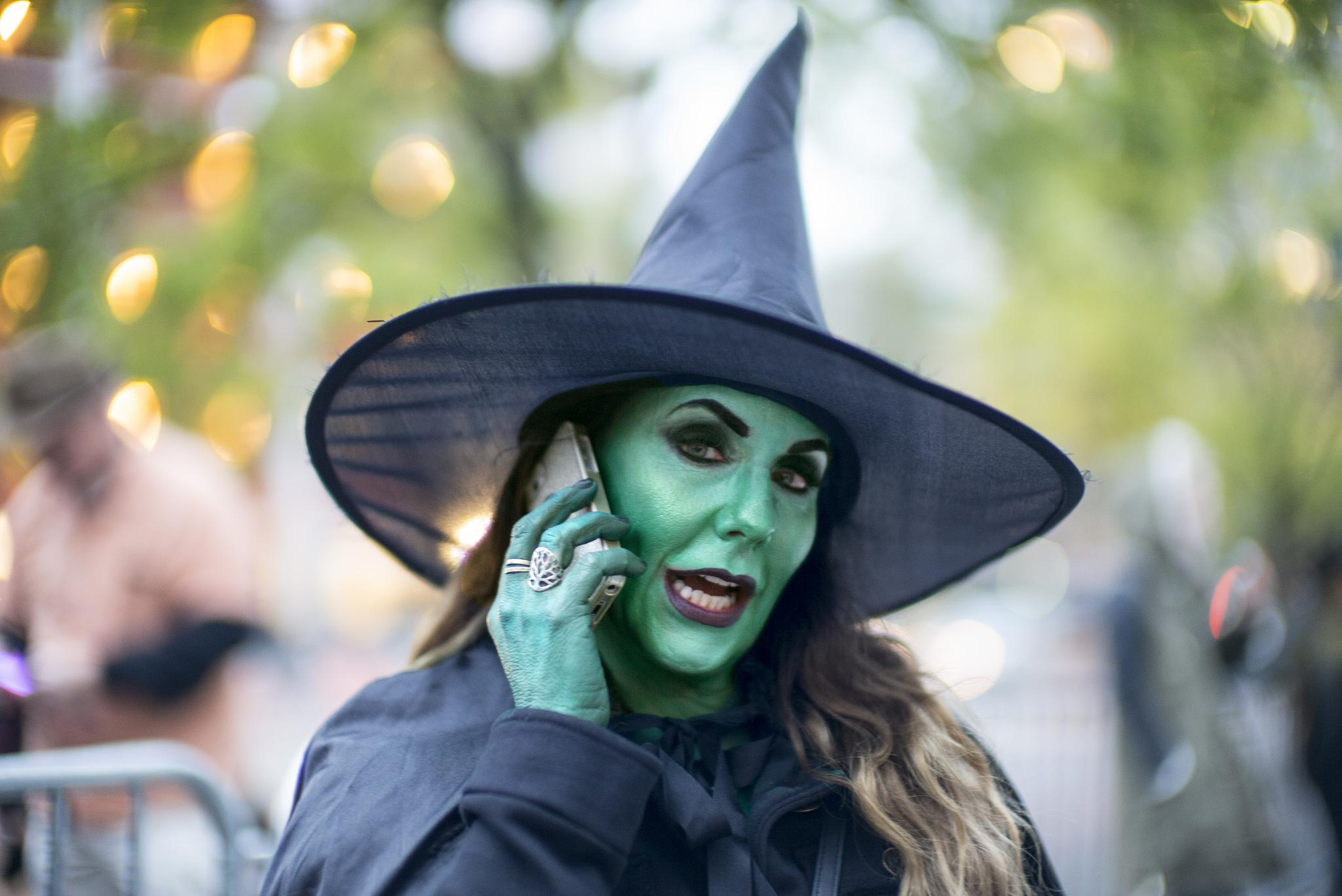
Boszorkányjelmez halloweenkor
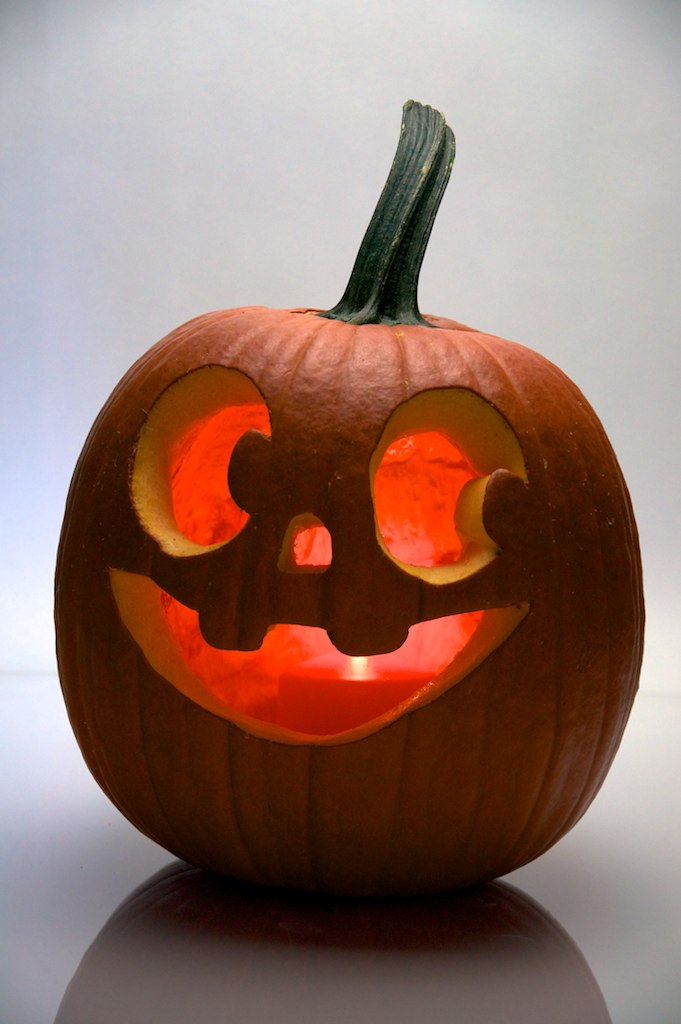
Töklámpás
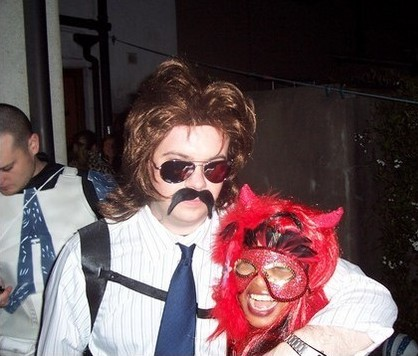
Jelmezes egy ír halloween partin